# Scarlett Marton
Scarlett Zerbetto Marton (São Paulo, 15 de enero de 1951) es una filósofa y profesora titular brasileña de historia de la filosofía contemporánea en la Universidad de São Paulo (USP). Marton es considerada una de las mayores especialistas en la filosofía de Friedrich Nietzsche,  y su libro Nietzsche y la nueva concepción del mundo examina la filosofía del escritor alemán y analiza los conceptos de voluntad de poder y el eterno retorno.

## Trayectoria
Estudió la licenciatura en filosofía en la USP, continuó sus estudios en la Universidad París 1 Panthéon-Sorbonne, y obtuvo su doctorado en la USP, en donde da clases desde 1985.  En 1996, fundó el grupo de investigación GEN – Grupo de Estudio Nietzsche, el cual reúne a expertos brasileños y europeos de la filosofía nietzcheana, así como los Cadernos Nietzsche, periódico de filosofía publicado 3 veces al año. Ha publicado ensayos en libros y revistas especializadas en Brasil, Alemania, Francia, Italia, Austria, España, Portugal, Estados Unidos, Colombia, Venezuela, Bolivia, Argentina y Chile. Es parte del consejo científico del grupo internacional de investigación HyperNietzsche, del Nietzsche-Studien, del Monographien und Texte zur Nietzsche-Forschung, y varias revistas brasileñas y extranjeras. 

## Libros

### Traducidos al español
- Nietzsche y la nueva concepción del mundo. Córdoba, Editorial Brujas, 2017.[3]

### En portugués
| Año  | Título                                                               | Editorial              | Notas                                                 |
| ---- | -------------------------------------------------------------------- | ---------------------- | ----------------------------------------------------- |
| 2018 | A morte como instante de vida                                        | Pucpress               |                                                       |
| 2015 | Nietzsche em chave hispânica                                         | Loyola                 |                                                       |
| 2014 | Nietzsche e a arte de decifrar enigmas. Treze conferências europeias | Loyola                 |                                                       |
| 2014 | Sujeito, décadence e arte. Nietzsche e a modernidade                 | Tinta da China         | Coescrito junto a Maria João Branco y João Constâncio |
| 2010 | Nietzsche, filósofo da suspeita                                      | Casa da Palavra        |                                                       |
| 2010 | Nietzsche, seus leitores e suas leituras                             | Bacarolla              |                                                       |
| 2009 | Nietzsche, um “francês” entre franceses                              | Bacarolla              |                                                       |
| 2007 | Nietzsche pensador mediterrâneo. A recepção italiana                 | Discurso Editorial     |                                                       |
| 2006 | Nietzsche abaixo do Equador. A recepção na América do Sul            | Discurso Editorial     |                                                       |
| 2005 | Nietzsche na Alemanha                                                | Discurso Editorial     |                                                       |
| 2004 | A irrecusável busca de sentido. Autobiografia intelectual            | Ateliê                 |                                                       |
| 2000 | Extravagâncias. Ensaios sobre a filosofia de Nietzsche               | Discurso Editorial     | Reeditado en 2009                                     |
| 1993 | Nietzsche - A Transvaloração dos Valores                             | Moderna                |                                                       |
| 1990 | Nietzsche - Das forças cósmicas aos valores humanos                  | Brasiliense            | Reeditado en 2010 por Editora UFMG                    |
| 1986 | O pensamento vivo de Nietzsche                                       | Martin Claret Editores |                                                       |
| 1985 | Nietzsche hoje? - Colóquio de Cerisy                                 | Brasiliense            |                                                       |
| 1982 | Nietzsche - uma filosofia a marteladas                               | Brasiliense            | Reeditado en 1991                                     |

## Artículos publicados en revistas científicas

### En Europa y América
1. « Para leer a Nietzsche como nietzschiano ». en: Estúdios Nietzsche 18 (2018), p. 63-70.
2. « ‘Majestätische sittliche Gebäude’. La critique de Nietzsche à la doctrine morale kantienne ». en: Nietzsche-Studien 45 (2016), p. 33-55.
3. « El eterno retorno de lo mismo, 'el pensamiento fundamental de Zaratustra' ». en: Estudios Nietzsche 16 (2016), p. 129-150.
4. « International Nietzsche Research Group in Brazil: GEN-Nietzsche Studies Group ». en: Journal of Nietzsche Studies 47 (2016), p. 479-487.
5. « Todo venir-a-ser quiere hablar contigo: Nietzsche, una nueva concepción del mundo y la crítica radical de los valores ». en: Instantes y Azares XIV – 14 (2014), p. 13-34.
6. « L'edizione Colli-Montinari e gli studi nietzschiani in Brasile ». en: Il Ponte LXIX, 8-9 (2013), p. 107-118.
7. “Distancia y combate: la (in)actualidad de Nietzsche ». en: Estudios Nietzsche 12 (2012), p. 133-145.
8. « Le problème du langage chez Nietzsche. La critique en tant que création ». en: Revue de Métaphysique et de Morale 2 (2012), p. 225-246.
9. « Nietzsche, Kant et la métaphysique dogmatique ». en: Nietzsche-Studien 40 (2011), p. 106-129.
10. « Nietzsche/ Zaratustra: La subversión de la autobiografía ». en: Estúdios de Filosofía 27 (febrero de 2003), p. 25-40.
11. « Actualidad y recepción de la filosofía de Nietzsche en Brasil ». en: Universitas Philosophica, 38 (2003).
12. « Nietzsche: la obra hecha y la obra todavía por hacer ». en: Estudios Nietzsche, 2 (2002), p. 181-203.
13. « Nietzsche, discípulo del filósofo Dionysos ». en: Instantes y Azares, ano I, n.1 (2001), p. 73-84.
14. « Apuntes para una ética del medio ambiente. Friedrich Nietzsche y su concepción del hombre y del mundo ». en: Yachay, ano 18, n.32/33 (2001), p. 265-275.
15. « Nietzsche in Brasilien ». en: Nietzsche-Studien 29 (2000), p. 369-376.
16. « Nietzsche y Hegel, lectores de Heráclito ». en: Ideas y Valores n.114 (2000), p. 35-50.
17. « Man and world: Friedrich Nietzsche and the Philosophical Presuppositions of Environmental Ethics ». en: Applied Ethics/ Angewandte Ethik 2 (1998), Österreichische Ludwig Wittgenstein Gesellschaft, p. 51-55.
18. « L’éternel retour du même: thèse cosmologique ou impératif éthique ? ». en: Nietzsche-Studien 25 (1996), p. 42-63.

### En Brasil
19. « Zaratustra: do fracasso pedagógico ao aprendizado por vivência ». en: Enunciação 4/ 1 (2019), p. 1-12.
20. « O eterno retorno do mesmo, 'a concepção básica de Zaratustra' ». en: Cadernos Nietzsche 37 (Setembro de 2016), p. 11-46.
21. « GEN - uma experiência de formação ». en: Cadernos Nietzsche 30 (Maio de 2012), p. 303-320.
22. « Nietzsche e a crítica da democracia ». en: Dissertatio 27 (2011), p. 17-33.
23. « Como ler Nietzsche? Sobre a interpretação de Patrick Wotling ». en: Cadernos Nietzsche 26 (Maio de 2010), p. 35-52.
24. « Da realidade ao sonho: Nietzsche e as imagens da mulher ». en: Estudos Nietzsche 1 (2010), p. 161-179.
25. « Do dilaceramento do sujeito à plenitude dionisíaca ». en: Cadernos Nietzsche 25 (Setembro de 2009), p. 53-82.
26. « Em busca do discípulo tão amado. Uma análise conceitual do prólogo de Assim falava Zaratustra ». en: Impulso 47 (2009), p. 39-52.
27. « Sobre Sartre ». en: O que nos faz pensar 21 (2008), p. 5-19.
28. « Buscando o critério de avaliação das avaliações ». en: Cadernos IHU 3 (2007), p. 3-10.
29. « Novas liras para novas canções: reflexões sobre a linguagem em Nietzsche ». en: Ide 30 (2007), p. 32-39.
30. « A filosofia de Nietzsche: um pragmatismo avant la lettre ». en: Cognitio 7 (2006), p. 115-120.
31. « Entre o relativo e o transcendente: pluralidade de interpretações e ausência de critérios ». en: Dissertatio 19-20 (2004), p. 343-365.
32. « Uma questão de vida ou morte: A filosofia de Nietzsche e o problema da eutanásia ». en: Hypnos 9 (2002), p. 120-134.
33. « Lobo, cordeiros e aves de rapina. Um diagnóstico de nossos valores morais ». en: Filosofia, ano XIII, 12 (2001), p. 13-22.
34. « Em busca do discípulo tão amado. Uma análise conceitual do prólogo de Assim falava Zaratustra ». en: Impulso, v.12, 28 (2001), p. 21-32.
35. « Demasiado humano ». en: O Estado de São Paulo, Caderno 2, 20 de agosto de 2000, p. 1.
36. « Deus está morto! ». en: Jornal do Brasil, Ideias, 19 de agosto de 2000, p. 3.
37. « Um século depois, ainda um extemporâneo ». en: Folha de S.Paulo, Caderno Mais, 6 de agosto de 2000, p. 16-17.
38. « Silêncio, solidão ». en: Cadernos Nietzsche 9 (Setembro de 2000), p. 79-105.
39. « Nietzsche e Descartes: filosofias de epitáfio ». en: O que nos faz pensar 14 (2000), p. 7-23.
40. « Nietzsche, reflexão filosófica e vivência ». en: Tempo Brasileiro, 143 (2000), p. 41-54.
41. « A morte de Deus e a transvaloração dos valores ». en: Hypnos 5 (1999), p. 133-143.
42. « Décadence, um diagnóstico sem terapêutica. Sobre a interpretação de Wolfgang Müller-Lauter ». en: Cadernos Nietzsche 6 (Maio de 1999), p. 3-9.
43. « Nietzsche, o anti-asno par excellence. Sobre uma interpretação de Jörg Salaquarda ». en: discurso 28 (1997), p. 159-165.
44. « Nietzsche e a celebração da vida. A interpretação de Jörg Salaquarda ». en: Cadernos Nietzsche 2 (Maio de 1997), p. 7-15.
45. « A necessidade de aniquilar e criar ». en: Folha de S.Paulo, Caderno Mais, 9 de outubro de 1994, p. 7-8.
46. « Provocações de Nietzsche ». en: Folha de S.Paulo, Caderno Mais, 9 de outubro de 1994, p. 7.
47. « Por uma filosofia dionisíaca ». en: Kriterion 89 (1994), p. 9-20.
48. « Pascal: a busca do ponto fixo e a prática da anatomia moral ». en: discurso 24 (1994), p. 159-172.
49. « Um extemporâneo entre nós ». en: discurso 22 (1993), p. 11-12.
50. « Nietzsche e Hegel, leitores de Heráclito - a propósito de uma sentença de Zaratustra: Da superação de si ». en: discurso 21 (1993), p. 35-58.
51. « O médico da civilização ». en: Folha de S.Paulo, Caderno Mais, 13 de setembro de 1992, p. 6.
52. « Nietzsche e a Revolução Francesa ». en: discurso 18 (1991), p. 85-96.
53. « Nietzsche: a força das idéias de um fino estilista ». en: Jornal da Tarde, Caderno de Sábado, 29 de agosto de 1987, p. 6.
54. « Linguagem e Consciência na obra de Nietzsche ». en: Epistemologia das Ciências Sociais, série Cadernos PUC 19 (1984), p. 125-135.
55. « Bons sentimentos, venenos da alma - reflexões sobre a idéia de ressentimento na ótica de Nietzsche ». en: Folha de S.Paulo, Folhetim n.336 (26 de março de 1983), p. 4-5.
56. « Por uma genealogia da verdade ». en: discurso 9 (1979), p. 63-80